# Stacja dyskietek

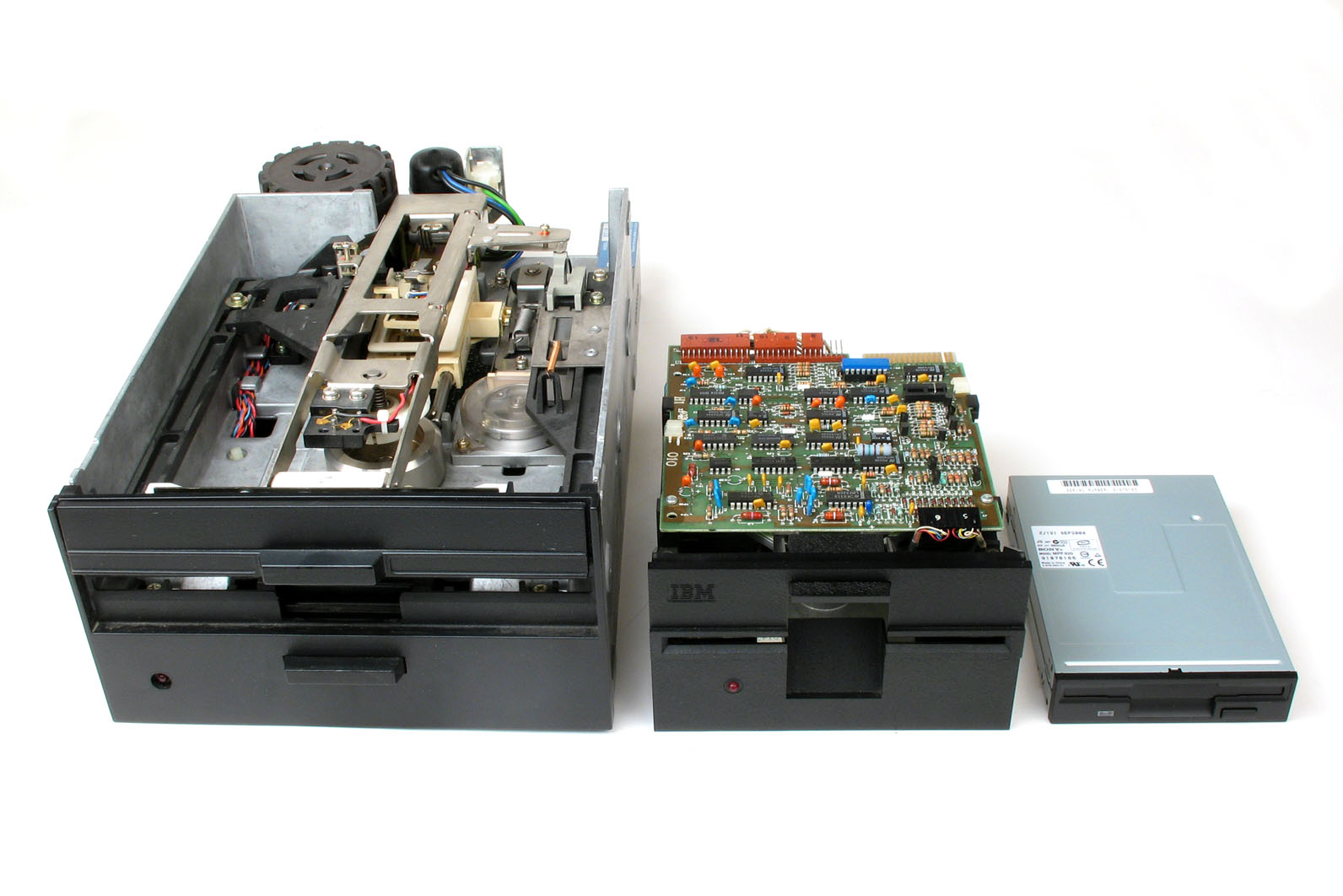
Stacje dyskietek 8, 5¼ i 3½ cala

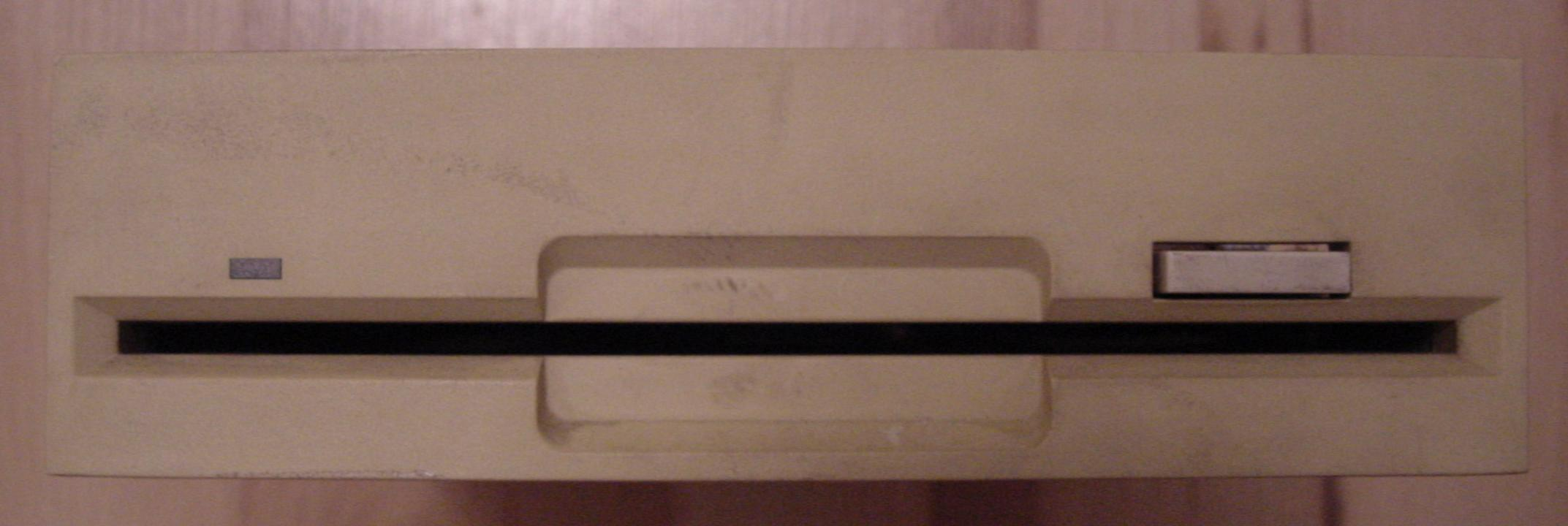
Stacja dyskietek 5¼ cala

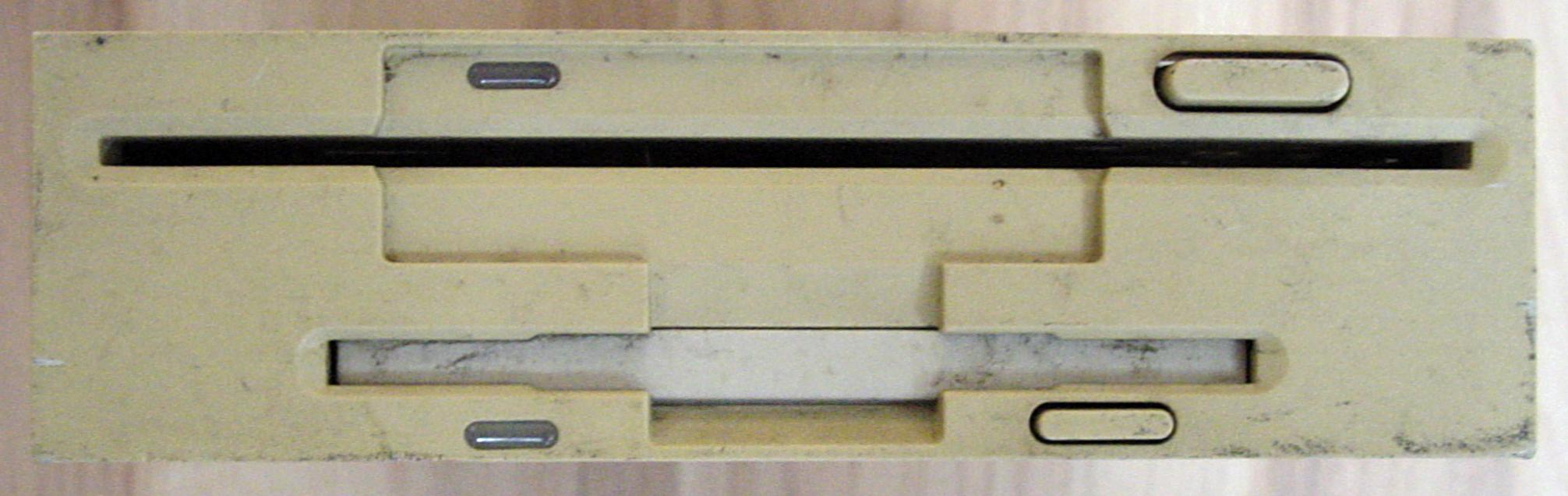
Stacja dyskietek 5¼ cala i 3½ cala

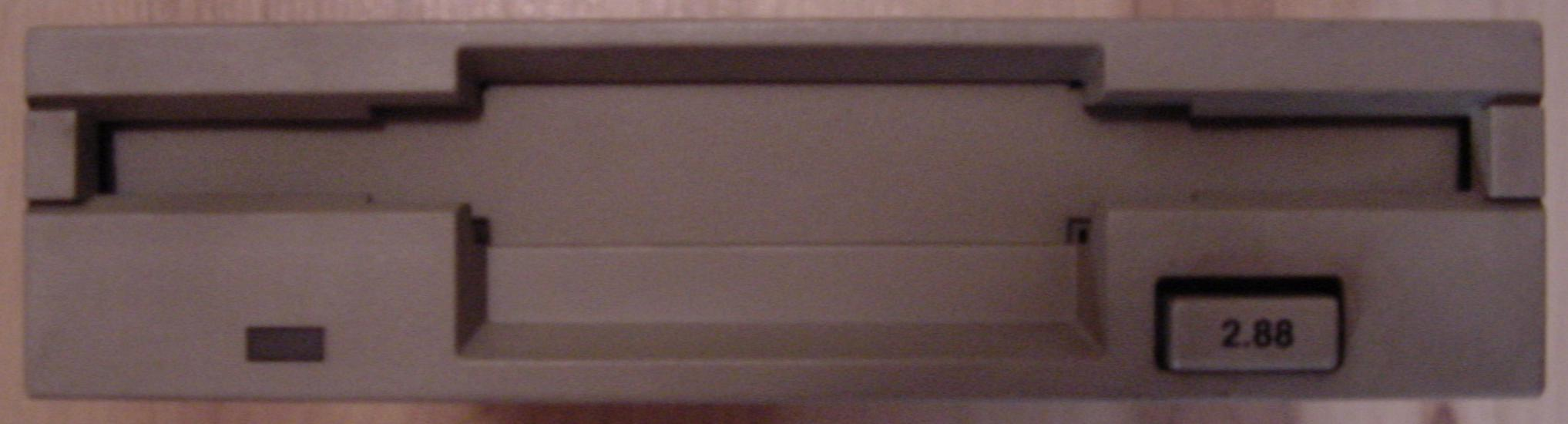
Stacja dyskietek 3½ cala

Stacja dyskietek (FDD; Floppy Disk Drive) – napęd dyskietek miękkich / elastycznych – urządzenie peryferyjne komputera przeznaczone do obsługi jednego z rodzajów zewnętrznej pamięci komputerowej, jakim jest dyskietka. Stacje dyskietek zwane są także stacjami dysków miękkich.
W komputerach osobistych używane były następujące rodzaje stacji dyskietek:
- 8" – w pierwszych maszynach, pojemność 79,7 kB[1], 175 kB[2], 237,25 kB[3][4], 500,5 kB[5];
- 5 1/4" – obecnie praktycznie nie jest spotykana (pojemność dyskietki: SS/SD – 160 kB, SS/DD – 180 kB, DS/SD – 320 kB, DS/DD – 360 kB, HD 1,2 MB),
- 3 1/2" – mimo zmniejszenia znaczenia dyskietek, nadal czasem można spotkać te dyskietki (pojemność dyskietki: DD – 720 kB, HD – 1,44 MB, ED – 2,88 MB),
- 3" – praktycznie się nie przyjęły i na masową skalę występowały tylko w komputerach Amstrad i jego licencjonowanej odmianie produkowanej przez wydział Schneider Computer Division przedsiębiorstwa Schneider-Rundfunkwerken AG. Miały pojemność 170 kB.

Obecnie ich rolę przejęły nagrywalne płyty CD i DVD, a także coraz powszechniejsze nośniki USB. Dzisiaj stacje dyskietek nie są już standardowo montowane w komputerach, jednak w starszych systemach bez tych stacji nie jest możliwe przywrócenie systemu z kopii zapasowej lub wykonanie niektórych innych istotnych operacji bez rozkręcania komputera.

## Organizacja zapisu danych
Najmniejszymi jednostkami zapisu danych na dyskietkach są: sektory i klastry. Pogrupowane stanowią ścieżki, których może być 40 lub 80 (niektóre systemy komputerowe umożliwiały natywną obsługę nieco większych rozmiarów). Jednostki te nanoszone są na nośnik podczas procesu formatowania.
Dane na dyskietce mogą być zapisane w różnych formatach plików. Najczęściej spotykanym jest FAT, który wywodzi się z systemów MS-DOS/PC-DOS dla komputerów IBM PC.
Pierwszym sektorem na dyskietce jest sektor rozruchowy przechowujący podstawowe parametry nośnika (podobnie jak w dysku twardym).
Początkowo stacje dysków zapisywały dane jednostronnie (SS), szczególnie dotyczy to nośników większych niż 3,5 cala. Spotykane były też dyskietki jednostronne, choć w ostatnim etapie ich egzystencji, często były to odpady z produkcji nośników obustronnych, co umożliwiało ich formatowanie tak jak nośnika DS.
Spotykane gęstości zapisu dyskietek: SD, DD, QD, HD, ED.

## Sposoby podłączenia (interfejsy)
Najbardziej popularne sposoby podłączenia na świecie to:
- Amiga (lekko zmodernizowany Shugart)
- IBM PC
- Shugart
- USB.

Z powodu różnic między standardami, podłączanie stacji dyskietek do Amigi od PC bez modyfikacji kabla sygnałowego jest niemożliwe. Przede wszystkim należy inaczej podłączyć sygnał DCD. Następnie należy uzyskać sygnał RDY.
Sam standard Shugart jest interesujący nie tylko dla miłośników starszych komputerów, ale także dla posiadaczy syntetyzatorów muzycznych. Zwłaszcza we wczesnych modelach syntetyzatorów stosowano ten standard.
USB to ogólne opisanie sposobu podłączenia. W praktyce większość stacji dyskietek na USB czyta co najwyżej dyskietki w formacie 1,44 MB, ewentualnie 720 KB zgodnym z DOSem. Natomiast istnieją adaptery takie jak KryoFlux umożliwiające podłączenie zwykłej stacji przez USB.